# Manuel II. (Portugal)

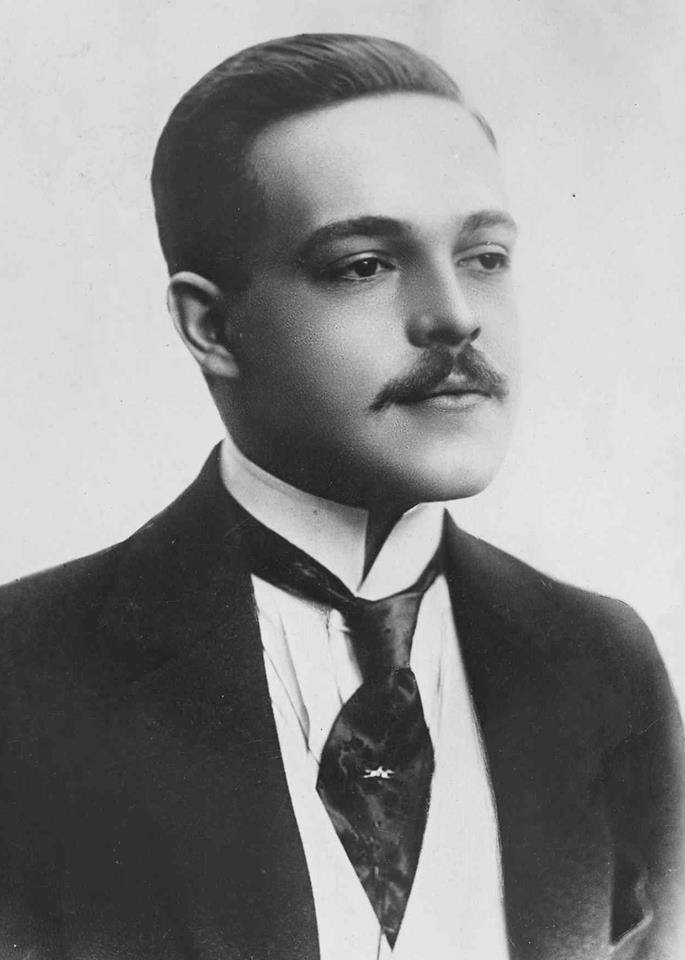
Manuel II.

Manuel II. (portugiesisch Dom Manuel II), mit den Beinamen der Patriot (portugiesisch o Patriota) oder der Unglückliche (portugiesisch o Desventurado), (* 15. November 1889 in Lissabon; † 2. Juli 1932 in Fullwell Park) war von 1908 bis 1910 der letzte König von Portugal. Er stammte aus dem portugiesischen Zweig der Wettiner des Hauses Sachsen-Coburg und Gotha, der mit ihm ausstarb. Mit vollem Namen hieß er Manuel Maria Filipe Carlos Amélio Luís Miguel Rafael Gonzaga Xavier Francisco de Assis Eugénio de Saxe-Coburgo-Gotha e Bragança.

## Leben

Das Wappen der portugiesischen Könige von Johann II. bis Manuel II.

Manuel II. war der zweite Sohn von Karl I. von Portugal und dessen Gemahlin Amélie von Orléans. Die Umstände seiner Thronbesteigung waren dramatisch. Am 1. Februar 1908 waren sein Vater, der König, und sein älterer Bruder, Kronprinz Ludwig Philipp, bei einem Attentat ums Leben gekommen. Emanuel bestieg so als 18-Jähriger den portugiesischen Thron.
Die Regierungszeit seines Vaters war durch einen rapiden Ansehensverlust der portugiesischen Monarchie und durch ein starkes Anwachsen republikanischer und sozialistischer Strömungen gekennzeichnet gewesen. Sein Vater hatte schließlich João Franco (Liberale Regenerationspartei) zum Ministerpräsidenten ernannt, der mit diktatorischen Mitteln regierte und die Republikaner mit harter Hand verfolgte. Als erste Handlung nach seiner Thronbesteigung entließ Manuel II. João Franco, dem er wegen seiner unbeugsamen Politik gegenüber den Republikanern eine Mitschuld am Tode seines Vaters und seines Bruders gab. Die neue von Manuel ernannte Regierung gab die Devise der „Politik der Beruhigung“ (Politica de Acalmação) aus. Die meisten anti-republikanischen Maßnahmen der Regierung Franco wurden widerrufen, auch die Zensur wurde aufgehoben. Neuwahlen wurden ausgerufen, bei denen die Republikaner ihren bisher größten Erfolg erringen konnten.
Das schlechte Ansehen der Monarchie konnten diese Beruhigungsmaßnahmen nicht verändern, die Reformen kamen zu spät und waren nicht ausreichend. Auch hatte der König damit zu kämpfen, dass die Vertreter der monarchistischen Parteien heillos untereinander zerstritten waren. Zudem bestand infolge der überwiegenden Sympathie der Intellektuellen in Portugal für die Republikaner die Schwierigkeit, überhaupt für die Regierung geeignete Kandidaten zu finden.
Am 3. Oktober 1910 wurde der republikanische Abgeordnete Miguel Bombarda, ein Psychiater und Vordenker der republikanischen Bewegung, unter ungeklärten Umständen von einem ehemaligen Patienten ermordet. In der Nacht kam es daraufhin, auch wenn die Tat anscheinend keinen politischen Hintergrund hatte, zu Aufständen in Lissabon und anderen großen Städten des Landes. Zwei Tage später wurde eine provisorische Regierung unter Führung des Republikaners Teófilo Braga gebildet, am 5. Oktober 1910 in Porto die Republik ausgerufen. Manuel II. begab sich ins Exil nach England. Mit ihm endete die 771-jährige Geschichte der portugiesischen Monarchie.

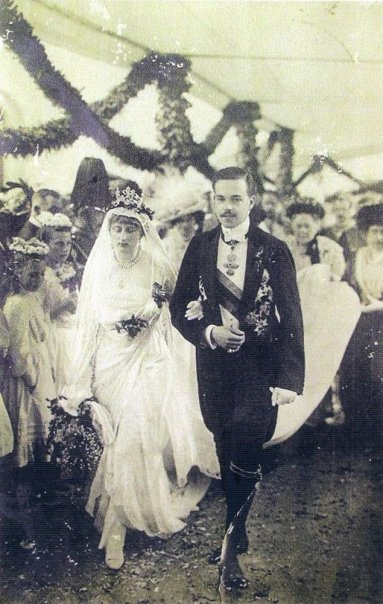
Manuel II. mit seiner Frau bei ihrer Hochzeit 1913

## Entwicklungen im Exil
1913, bereits im Exil, heiratete er Auguste Viktoria von Hohenzollern-Sigmaringen. Die Ehe blieb kinderlos. 1911, 1912 und besonders 1919 kam es in Portugal zu Aufständen der Monarchisten gegen die erste Republik. In Porto wurde dabei erneut die Monarchie ausgerufen. Manuel konnte sich jedoch nicht dazu entschließen, die Putschisten zu unterstützen, und die Republik konnte sich dieser Umsturzversuche erwehren.
Neben Manuel II. gab es noch eine weitere exilierte portugiesische Königsfamilie, die sogenannten Legitimisten, Abkömmlinge Michaels I. Dieser hatte, nachdem er im Miguelistenkrieg ins Exil gezwungen worden war, nie offiziell abgedankt. Auch seine Nachkommen hielten den Anspruch auf den portugiesischen Thron aufrecht, erkannten also die Könige aus dem Hause Sachsen-Coburg-Gotha nicht an. 1921 war bereits absehbar, dass Manuel II. keine eigenen Kinder haben und die portugiesische Linie des Hauses Sachsen-Coburg und Gotha mit ihm enden würde. Manuel II. erkannte den Chef der legitimistischen Linie, Duarte II. Nuno von Braganza, einen Enkelsohn König Michaels, als seinen Nachfolger an. Damit waren die beiden verfeindeten Linien im Exil wieder versöhnt. Der heutige portugiesische Thronprätendent ist Duarte III. Pio, Sohn Duartes II. Nuno.
Siehe auch: Geschichte Portugals, Zeittafel Portugal, Erste Portugiesische Republik

## Vorfahren
| Ahnentafel Manuel II., König von Portugal (1908–1910) | Ahnentafel Manuel II., König von Portugal (1908–1910)                                                                               | Ahnentafel Manuel II., König von Portugal (1908–1910)                                                                               | Ahnentafel Manuel II., König von Portugal (1908–1910)                                                                   | Ahnentafel Manuel II., König von Portugal (1908–1910)                                                          | Ahnentafel Manuel II., König von Portugal (1908–1910)                                                                                | Ahnentafel Manuel II., König von Portugal (1908–1910)                                                                                        | Ahnentafel Manuel II., König von Portugal (1908–1910)                                                                                | Ahnentafel Manuel II., König von Portugal (1908–1910)                                                                                |
| ----------------------------------------------------- | --- | --- | --- | --- | --- | --- | --- | --- |
| Ururgroßeltern                                        | Prinz Ferdinand von Sachsen-Coburg-Saalfeld (1785–1851) ⚭ 1815 Prinzessin Maria Antonie Gabriele von Koháry (1797–1862)             | König Peter IV. (1798–1834) ⚭ 1817 Erzherzogin Maria Leopoldine von Österreich (1797–1826)                                          | König Karl Albert von Sardinien-Piemont (1798–1849) ⚭ 1817 Prinzessin Maria Theresia von Österreich-Toskana (1801–1855) | Erzherzog Rainer von Österreich (1783–1853) ⚭ 1820 Prinzessin Maria Elisabeth von Savoyen-Carignan (1800–1856) | Louis-Philippe, König der Franzosen (1773–1850) ⚭ 1809 Prinzessin Maria Amalia von Neapel-Sizilien (1782–1866)                       | Erbgroßherzog Friedrich Ludwig von Mecklenburg-Schwerin (1778–1819) ⚭ 1799 Prinzessin Karoline Luise von Sachsen-Weimar-Eisenach (1786–1816) | Louis-Philippe, König der Franzosen (1773–1850) ⚭ 1809 Prinzessin Maria Amalia von Neapel-Sizilien (1782–1866)                       | König Ferdinand VII. von Spanien (1784–1833) ⚭ 1829 Prinzessin Maria Christina von Neapel-Sizilien (1806–1878)                       |
| Urgroßeltern                                          | Prinz Ferdinand von Sachsen-Coburg und Gotha, als Ferdinand II. König von Portugal (1816–1885) ⚭ 1836 Königin Maria II. (1819–1853) | Prinz Ferdinand von Sachsen-Coburg und Gotha, als Ferdinand II. König von Portugal (1816–1885) ⚭ 1836 Königin Maria II. (1819–1853) | König Viktor Emanuel II. von Italien (1820–1878) ⚭ 1842 Erzherzogin Adelheid von Österreich (1822–1855)                 | König Viktor Emanuel II. von Italien (1820–1878) ⚭ 1842 Erzherzogin Adelheid von Österreich (1822–1855)        | Prinz Ferdinand Philippe d’Orléans, duc de Chartres (1810–1842) ⚭ 1837 Prinzessin Helene zu Mecklenburg-Schwerin (1814–1858)         | Prinz Ferdinand Philippe d’Orléans, duc de Chartres (1810–1842) ⚭ 1837 Prinzessin Helene zu Mecklenburg-Schwerin (1814–1858)                 | Prinz Antoine d’Orléans, duc de Montpensier (1824–1890) ⚭ 1846 Infantin Luisa Fernanda von Spanien (1832–1897)                       | Prinz Antoine d’Orléans, duc de Montpensier (1824–1890) ⚭ 1846 Infantin Luisa Fernanda von Spanien (1832–1897)                       |
| Großeltern                                            | König Ludwig I. (1838–1889) ⚭ 1862 Prinzessin Maria Pia von Savoyen (1847–1911)                                                     | König Ludwig I. (1838–1889) ⚭ 1862 Prinzessin Maria Pia von Savoyen (1847–1911)                                                     | König Ludwig I. (1838–1889) ⚭ 1862 Prinzessin Maria Pia von Savoyen (1847–1911)                                         | König Ludwig I. (1838–1889) ⚭ 1862 Prinzessin Maria Pia von Savoyen (1847–1911)                                | Prinz Louis Philippe Albert d’Orléans, comte de Paris (1838–1894) ⚭ 1864 Prinzessin Maria Isabella d’Orléans-Montpensier (1848–1919) | Prinz Louis Philippe Albert d’Orléans, comte de Paris (1838–1894) ⚭ 1864 Prinzessin Maria Isabella d’Orléans-Montpensier (1848–1919)         | Prinz Louis Philippe Albert d’Orléans, comte de Paris (1838–1894) ⚭ 1864 Prinzessin Maria Isabella d’Orléans-Montpensier (1848–1919) | Prinz Louis Philippe Albert d’Orléans, comte de Paris (1838–1894) ⚭ 1864 Prinzessin Maria Isabella d’Orléans-Montpensier (1848–1919) |
| Eltern                                                | König Karl I. (1863–1908) ⚭ 1886 Prinzessin Amélie von Orléans (1865–1951)                                                          | König Karl I. (1863–1908) ⚭ 1886 Prinzessin Amélie von Orléans (1865–1951)                                                          | König Karl I. (1863–1908) ⚭ 1886 Prinzessin Amélie von Orléans (1865–1951)                                              | König Karl I. (1863–1908) ⚭ 1886 Prinzessin Amélie von Orléans (1865–1951)                                     | König Karl I. (1863–1908) ⚭ 1886 Prinzessin Amélie von Orléans (1865–1951)                                                           | König Karl I. (1863–1908) ⚭ 1886 Prinzessin Amélie von Orléans (1865–1951)                                                                   | König Karl I. (1863–1908) ⚭ 1886 Prinzessin Amélie von Orléans (1865–1951)                                                           | König Karl I. (1863–1908) ⚭ 1886 Prinzessin Amélie von Orléans (1865–1951)                                                           |
| König Manuel II. von Portugal (1889–1932)             | | | | | | | | |